# Harrisia fernowii
Harrisia fernowii  es una especie de plantas en la familia Cactaceae.

## Distribución
Es endémica de Cuba. Es una especie extremadamente rara en la vida silvestre.

## Descripción
Harrisia fernowii tiene ramas de color verde brillante y alcanza hasta 2,5 cm de diámetro y los 2,5 a 3 metros de altura. Tiene nueve costillas no muy salientes, con muescas poco profundas. Las areolas con 8 a 11 espinas de color marrón claro que tienen una punta más oscura y miden hasta 6 cm de largo. Los pétalos tienen una longitud de hasta 20 centímetros. El tubo de la flor  está ocupado con punta escamosa, de 1-2 cm  y mechones de pelo largo, de color marrón.

## Taxonomía
Harrisia fernowii fue descrita por  Britton  y publicado en Bulletin of the Torrey Botanical Club 35: 562. 1908.
Etimología
Etimología
Ver: Harrisia
fernowii epíteto nombrado en honor del técnico forestal estadounidense  Bernhard E. Fernow (1851–1923).